# 馬泰奥·菲奥里尼
馬泰奥·菲奥里尼（義大利語：Matteo Fiorini，1978年2月10日—）是一位聖馬利諾的政治家，於2011年10月至2012年4月與加布里埃萊·加蒂擔任執政官。他在2017年10月至2018年4月再度擔任執政官，與恩里克·卡拉托尼同任。